# Radio 10
Radio 10 es una estación de radio argentina que transmite desde la Ciudad de Buenos Aires. 
Se ubica en el segundo puesto de las radios AM más escuchadas de la Argentina.

## Historia
Comenzó a transmitir desde Uriarte 1899, bajo una licencia adjudicada entonces por el Estado a Votionis S.A.. Posteriormente tuvo otra sede (Fitz Roy 1940). En 2012 fue adquirida por Cristóbal López a Daniel Hadad, mediante la compra de una sociedad licenciataria. y se estableció nuevamente en Uriarte 1899, CABA.

## Programación
Su grilla se compone de programas periodísticos, magacines, programas de entretenimiento y panoramas informativos.
Entre sus conductores se encuentran Teté Coustarot, Luciano Galende, Raúl Kollmann, Liliana López Foresi, Gabriela Radice, Carlos Polimeni, Jorge Rial, Juan Di Natale y Gustavo Sylvestre.
También cuenta con un informativo en la web de Minutouno.com y el canal de televisión C5N